# The Aristocats
Gia đình mèo quý tộc (tiếng Anh: The Aristocats) là một bộ phim hoạt hình lãng mạn phiêu lưu hài hước và nhạc kịch của Mỹ vào năm 1970. Bộ phim được sản xuất bởi Walt Disney Productions và được phát hành bởi nhà phân phối Buena Vista. Bộ phim hoạt hình thứ 20 này của Disney, được dựa vào câu chuyện của Tom McGowan và Tom Rowe.

## Nội dung
Chuyện xảy ra tại thủ đô Paris, nước Pháp vào năm 1910, có một quý bà rất giàu có sống một mình tên là Madame Adelaide Bonfamille. Niềm vui của bà chính là những chú mèo quý tộc rất đáng yêu gồm: cô mèo xinh đẹp Duchess với 3 đứa con là bé mèo Marie và hai cậu nhóc tinh nghịch Berlioz và Toulouse. Bốn mẹ con đều có những tài năng riêng của mình như hát hay, đánh đàn giỏi và vẽ đẹp.
Một ngày kia, bà Bonfamille cảm thấy mình đã thực sự già yếu và có lẽ sắp phải ra đi. Bà liền cho gọi ông Georges Hautecourt (cũng rất đỗi già yếu) đến làm một đơn di chúc cho bà. Trong di chúc, bà Bonfamille nói rằng nếu bà mất, toàn bộ tài sản sẽ được giao cho những chú mèo quý tộc. Nhưng nếu những chú mèo cũng ra đi thì tài sản sẽ lại được giao cho lão quản gia Edgar. Thật không may, hắn ở dưới lầu nghe được mọi chuyện, bèn nảy ra ý đồ độc ác.
Ngay buổi chiều hôm đó, Edgar đã bí mật pha thuốc ngủ vào bữa ăn chiều của ba mẹ con Duchess. Nhưng chúng vẫn không biết gì và cứ ăn thức ăn của hắn, cuối cùng chìm vào giấc ngủ dài. Đêm hôm đó, Edgar đã chở những chú mèo ra vùng ngoại ô và thả chúng ở đó.
Sáng hôm sau, Duchess và những chú mèo con hoảng sợ vì cảnh tượng xung quanh mình thay đổi. May thay có chú mèo Thomas O'Malley đi ngang qua đó. Sau khi biết được tình cảnh của ba mẹ con, chú đã nhận lời giúp và bảo họ hãy về nhà chú nghỉ tạm qua đêm. Duchess chấp nhận và đến nhà Thomas. Họ đã có một đêm vui vẻ với những chú mèo lang thang.
Ngày hôm sau, Thomas O'Malley đưa ba mẹ con Duchess về nhà. Bất ngờ bị Edgar phát hiện, hắn liền nhốt ngay ba mẹ con họ vào một chiếc thùng để chuẩn bị chuyển đến Timbuktu. May thay, Thomas kịp thời đi báo cho các bạn mình biết, cuối cùng cũng thanh toán được lão Edgar độc ác và cứu được 3 mẹ con. Bà Bonfamille biết được rất cảm kích trước tấm lòng của Thomas O'Malley và các bạn của chú liền quyết định cho Thomas ở lại đây, lập ra một ngôi nhà tình thương cho những chú mèo lang thang cơ nhỡ. Từ đó, họ trở thành một đại gia đình mèo quý tộc sống rất hạnh phúc.

## Lồng tiếng
- Eva Gabor - Duchess.
- Phil Harris - Thomas O'Malley.
- Gary Dubin - Toulouse.
- Liz English - Marie.
- Dean Clark - Berlioz.
- Roddy Maude-Roxby - Edgar Balthazar.
- Scatman Crothers - Scat Cat.
- Paul Winchell - Shun Gon.
- Lord Tim Hudson - Hit Cat.
- Vito Scotti - Peppo.
- Thurl Ravenscroft - Billy Boss.
- Sterling Holloway - Roquefort.
- Pat Buttram - Napoleon.
- George Lindsey - Lafayette.
- Hermione Baddeley - Madame Adelaide Bonfamille.
- Charles Lane - Georges Hautecourt.
- Nancy Kulp - Frou-Frou.
- Monica Evans - Abigail Gabble.
- Carole Shelley - Amelia Gabble. (chị em sinh đôi với Abigail)
- Bill Thompson - Chú Waldo. (chú của hai cô ngỗng)